# 拉蒙斯利
拉蒙斯利（法語：La Monselie，法語發音：[la mɔ̃s(ə)li]）是法国康塔尔省的一个市镇，属于莫里亚克区。

## 地理
拉蒙斯利（45°19'25"N, 2°33'16"E）面积9.49 平方千米，位于法国奥弗涅-罗讷-阿尔卑斯大区康塔爾省，该省份为法国中南部省份，位于法國中央高原中心，北起科雷兹省、上盧瓦爾省和多姆山省，西接洛特省和科雷兹省，南至阿韦龙省和洛特省，东临上盧瓦爾省和洛泽尔省。
与拉蒙斯利接壤的市镇（或旧市镇、城区）包括：昂蒂尼亚克、默内、勒蒙泰伊、圣艾蒂安德绍梅伊、沃布雷。

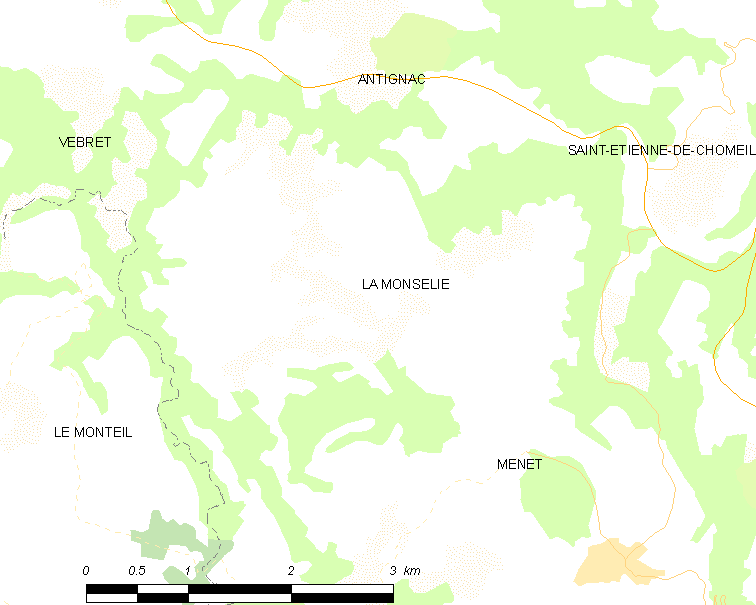
拉蒙斯利的OSM定位图

拉蒙斯利的时区为UTC+01:00、UTC+02:00（夏令时）。

## 行政
拉蒙斯利的邮政编码为15240，INSEE市镇编码为15128。

## 政治
拉蒙斯利所属的省级选区为伊德县。

## 人口

1962-2008年间拉蒙斯利人口变化图示

拉蒙斯利于2022年1月1日时的人口数量为119人。